# پوینتر پرتغالی
پوینتر پرتغالی (به انگلیسی: Portuguese Pointer)، نام یکی از نژادهای سگ است که خاستگاه آن به پرتغال بازمی‌گردد.